# Sevilla (Gerichtsbezirk)
Der Gerichtsbezirk Sevilla ist einer der 15 Gerichtsbezirke in der Provinz Sevilla.
Der Bezirk umfasst 23 Gemeinden auf einer Fläche von 1.685,84 km² mit dem Hauptquartier in Sevilla.

## Gemeinden
| Gemeinde                    | Einwohner (2024) | Fläche km² | Dichte Einw./km² | Cod INE | Postleitzahl |
| --------------------------- | ---------------- | ---------- | ---------------- | ------- | ------------ |
| Alcalá del Río              | 12.250           | 81,97      | 149              | 41005   | 41200        |
| La Algaba                   | 16.666           | 17,68      | 943              | 41007   | 41980        |
| Bormujos                    | 22.970           | 12,17      | 1.887            | 41017   | 41930        |
| Burguillos                  | 7.327            | 43,14      | 170              | 41019   | 41220        |
| Camas                       | 28.705           | 11,65      | 2.464            | 41021   | 41900        |
| Castilblanco de los Arroyos | 5.134            | 323,54     | 16               | 41027   | 41230        |
| Castilleja de Guzmán        | 2.863            | 2,06       | 1.390            | 41028   | 41908        |
| Castilleja de la Cuesta     | 17.153           | 2,23       | 7.692            | 41029   | 41950        |
| El Castillo de las Guardas  | 1.511            | 258,75     | 6                | 41031   | 41890        |
| El Garrobo                  | 812              | 44,35      | 18               | 41043   | 41888        |
| Gelves                      | 10.473           | 8,18       | 1.280            | 41044   | 41120        |
| Gerena                      | 7.923            | 129,90     | 61               | 41045   | 41860        |
| Gines                       | 13.524           | 2,90       | 4.663            | 41047   | 41960        |
| Guillena                    | 14.064           | 226,63     | 62               | 41049   | 41210        |
| El Madroño                  | 305              | 102,88     | 3                | 41057   | 41897        |
| Mairena del Aljarafe        | 47.898           | 17,70      | 2.706            | 41059   | 41927        |
| La Rinconada                | 40.529           | 139,48     | 291              | 41081   | 41309        |
| El Ronquillo                | 1.439            | 76,52      | 19               | 41083   | 41880        |
| San Juan de Aznalfarache    | 23.090           | 4,11       | 5.618            | 41086   | 41920        |
| Santiponce                  | 8.625            | 8,38       | 1.029            | 41089   | 41970        |
| Sevilla                     | 687.488          | 141,31     | 4.865            | 41091   | 41001–41080  |
| Tomares                     | 25.488           | 5,17       | 4.930            | 41093   | 41940        |
| Valencina de la Concepción  | 8.080            | 25,14      | 321              | 41096   | 41907        |
| Gerichtsbezirk Sevilla      | 1.004.317        | 1.685,84   | 596              | –       | –            |